# 董事会
董事会（或稱為董事局）是股份有限公司的最高治理機構，由多位董事組成，其代表者稱為董事長或董事會主席。會議主要內容為表決各項重大議案（涵蓋生產、財務、人事）。
理论上说，控制一家公司的有两种实体：董事会和股东大会。实际上，不同的公司董事会的权力差别很大。小的私人公司里面，董事和股东一般就是同一个人，所以根本就没用真正的权力分割。对于規模龐大的上市公司，董事会一般会有很大的权力，各个董事的职责和管理权限也一般由个别专业的执行董事（常務董事）专门负责那些专业领域的事务（比如财务董事和市场推广董事）。
上市公司的董事会还有一个特点，就是董事会通常拥有实际的权力。机构股东（如养老基金或者银行）通常在董事会有自己的代理人，这样在股东大会的时候，相对于小股東，董事会能掌握投票结果。但是，最近也有一些运动，希望推动和提高机构投资者和小股东的发言权。

## 分類

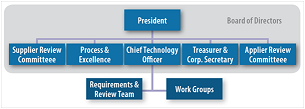
一個董事會範例

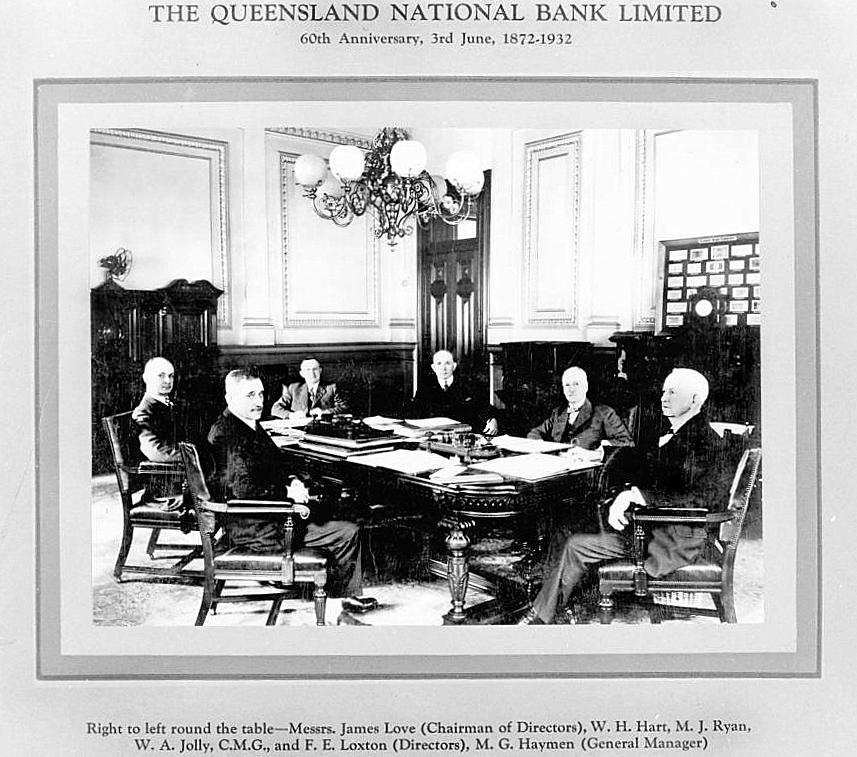
1932年皇后島銀行董事會合影

董事會主要以三大類型衍生出來：
英美（單軌）模式
|  |  |  |  |  |  | 股東大會 |  |  |  |  |  |  |  |  |  |  |  |  |  |  |  |
|  |  |  |  |  |  |          |  |  |  |  |  |  |  |  |  |  |  |  |  |  |  |
|  |  |  |  |  |  | 董事會   |  |  |  |  |  |  |  |  |  |  |  |  |  |  |  |
|  |  |  |  |  |  |          |  |  |  |  |  |  |  |  |  |  |  |  |  |  |  |
|  |  |  |  |  |  | 各委員會 |  |  |  |  |  |  |  |  |  |  |  |  |  |  |  |

德國（雙層）模式
|  |  |  |  |  |  | 股東大會 |  |  |  |  |  |  |  |  |  |  |  |  |  |  |  |
|  |  |  |  |  |  |          |  |  |  |  |  |  |  |  |  |  |  |  |  |  |  |
|  |  |  |  |  |  | 監事會   |  |  |  |  |  |  |  |  |  |  |  |  |  |  |  |
|  |  |  |  |  |  |          |  |  |  |  |  |  |  |  |  |  |  |  |  |  |  |
|  |  |  |  |  |  | 董事會   |  |  |  |  |  |  |  |  |  |  |  |  |  |  |  |

日本（雙軌）模式
|  |  |          |          |          |          |          |          |  |  | 株主總會 |  |  |  |  |  |  |  |  |  |          |          |          |          |          |          |
|  |  |          |          |          |          |          |          |  |  |          |  |  |  |  |  |  |  |  |  |          |          |          |          |          |          |
|  |  |          |          |          |          |          |          |  |  |          |  |  |  |  |  |  |  |  |  |          |          |          |          |          |          |
|  |  | 取締役會 | 取締役會 | 取締役會 | 取締役會 | 取締役會 | 取締役會 |  |  |          |  |  |  |  |  |  |  |  |  | 監查役會 | 監查役會 | 監查役會 | 監查役會 | 監查役會 | 監查役會 |

## 歷史
以管理公司為目的的董事會的出現和發展貫穿於法律的發展史中。19世紀末以前，人們普遍認為，股東大會是公司的最高權力機構，而董事會僅是公司内的一個為員工大會中的股東設立的代理機構。
到了1906年，英國上訴庭更加清晰的區分了董事會和股東大會的權利劃分，公司的管理權歸董事會，而股東大會不能干擾他們合法的行為。這最後在股東間形成了一種共識：“董事局內只有董事才能管理公司”
今日，對這種共識的描述是：“公司是一個與股東和董事完全不同的實體。他的一些權力，依照他的章程，是由董事行使的，而另外的是由股東在股東大會上行使的。如果一些權力是賦予董事的，那麼他們並且只有他們才能行使這些權力。只有一種途徑，讓多數股東來控制權力的行使，要是改變公司章程，要是根據章程，有些特殊情況發生，可以拒絕或者重新選舉那些股東不滿意的董事。股東不能自行獲得根據章程賦予董事的權力，同理，董事也不行。”
值得注意的是，在這方面法律的發展在當時引来非議，因為當時A表的相關條款看上去和時代發展背道而馳。

## 当选和除名
在很多法律体系中，任命和解除董事都要经过股东大会上股东的投票表决。
董事可以因为辞职或者去世而离开。在一些法律体系中，董事可以被其他董事协商罢免（在一些国家，这需要符合一定的条件，但是在另外一些国家，则没什么限制）。
一些司法权也允许董事会直接任命董事，来填补因退休或去世而出现的空缺，或者作为现有董事的补充。
实际情况中，通过股东大会的决议来罢免一位董事是非常困难的。在很多司法体系中，董事有权接收到特殊的要对他进行罢免的提醒。公司要经常为要被质询的董事提供这种提议的副本。  董事可以要求公司撤换任何他不想要的代表。  此外，董事的合同经常赋予他们，即使被罢免，也可以获得赔偿的权力。另外会提供诱人的金手铐来阻止罢免的事情发生。

## 行使权力
董事会在开会的时候行使权力。很多司法体系要求在开这些会之前，要明确的通知所有的董事，并且必须有足够多的董事到场才能作出任何决定。通常，没有事先通知但是董事们都到齐的情况下，会议也可以举行，但是要注意的是，没有提前通知能给会议产生的决定带来负面影响，因为少数董事可以做大量的游说工作来改变其他多数董事的判断。
在大多数英美法系国家，董事会的权力是赋予全体而非单独董事的。 但是，有些情况下，某个董事也可以通过个人行为或者个人的名义代理权来控制公司（另见：the rule in Turquand's Case).

## 职责
因为董事们行使控制和管理公司的权力，但是公司（至少理论上）是为股东利益服务的，故法律明确定义的董事所能履行的职责。这些职责是信托责任，类似于法律赋予信托职位的职责：代理人和受托人。
关于董事的职责，有2点需要指出：
1. 董事们的职责是各自分立的（相对应的是，董事们权力的行使，是整体的行为），并且
2. 这些职责是归公司所有，而不是其他任何实体。[14]。这并不是说董事永远不会和股东是一种被委托关系，他们在某些情况下确实就是这种关系。[15]

### 依据诚信的行为
董事必须行事有诚信。这是一个主观的标准，董事要依据公司的利益来有诚信的思考，而不是仅仅满足法律上的基本要求。但是，如果董事不能保持按照公司利益优先的原则来思考问题，那么这个董事就是不称职的。
很多问题就产生于如果把公司这个概念过于抽象化。比如，从集团公司的角度看，担保一个“姐妹”公司也许是有利的，就算这对于提供担保的公司来说没什么表面上的利益。类似的，至少在概念上，给股东派发红利也对公司没什么好处。尽管如此，一个可行的方案是：
“法律不要求董事用一种不现实的纯粹的利他主义来生活，也不必在行使董事权力，遇到现实情况时保持理想的超然态度。”

### 适当的目的
董事行使权力必须有恰当的目的。虽然在很多情况下，不恰当的目的很明显，比如董事为自己谋利益或者把投资机会转移到关系人那里，但是这类事情通常包含了背离董事必须行事诚信的原则。更大的问题出现了，如果董事确实是按照诚信行事，但是他的目的是被法律认为非法的。
1974年的一个案例（Howard Smith Ltd v Ampol Ltd [1974] AC 832）突出了一个少数人在董事会决策的作用的问题。在这个案例中，董事们在决定发放新的股票的权力方面，引起的争议。董事们被指责故意发放了大量的新股票仅仅是为了让特定的股东失去他的控股权。曾经有建议说发行新股的权力只能在有新资产的时候才能履行，但是后来被拒绝了，因为过于严厉，并且一些情况下，股东向大公司发现股票是保证本公司财务稳定的一种正当的行为，或者是一种协议出让公司采矿权的方式。在这种情况下，仅仅的不利情况是（也许这是期望的）一个股东失去了控股权，或者一个并购要约被击退，这些并不能说明发行新股是不恰当的。但是如果目的仅仅是为了摧毁一个股东的控股权，或者反击一个并购要约，那么就是一个不恰当的目的。
并不是所有的司法系统都认可区分“恰当的目的”的权责和“诚实守信”的权责。

### 不受约束的决定权
如果没有公司的许可，董事不能约束他们的决定权的行使，也不能以任何方式束缚在将来董事会上的投票。 就算是没有不当的动机和目的，也没有对董事个人的好处也不行。
这并不说明，董事会就不会同意公司签署一项会是公司进入特定程序的合同，这个合同中的条款会导致董事会的额外批准。公司依然是有义务的，但是董事也保有决定权来否决进一步的行动或条款（就算这违背了公司签署的合同，并且这个合同是董事会批准了的）。

### 职责和利益冲突
作为受托人，董事不能处于自身利益和公司利益冲突的位置上。法律上面的坦诚不能只是做，而且必须很明显的做出来，要积极主动的维护董事的行事原则，不能自以为自己的立场是好的而逃避了如上责任。一般来说，法律上把责任和利益冲突分成3类。

#### 和公司的交易
根据定义，当董事涉及了一宗和公司的交易，他就不可避免的陷入他自己的利益（在交易中为自己牟利）与董事对公司承担的义务（保证公司在交易中的利益最大化）之间的冲突。当然规定是非常严厉的，即，就算利益冲突或者与董事职责有冲突仅仅是大家的猜测，董事也要把自己的所得交出来。

## 外部連結
- Institute of directors website （页面存档备份，存于）
- Guidance on director's duties (Lemon & Co) （页面存档备份，存于）
- CEO Evaluation Form (Boardroom Metrics) （页面存档备份，存于）